# Gens una simus
Gens una simus лат. (изговор:генс уна симус). Будимо један род!

## Поријекло изреке
Није познато ко је изрекао ове ријечи.

## Тумачење
Будимо један род, тј. једна заједница –будимо једно. Изказана потреба за јединством око једног интереса постало је и гесло Шаховске олимпијаде.

## Данас у употреби
У тексту једног чланка у „Хрватској  ријечи“, првој професионалној  медијској институцији  Хрвата у Србији, на тему  мобе, аутор заједништво, и потребу удруживања различитих особа око једног интереса,  потврђује латинском изреком  лат. gens una simus.